# Новости космонавтики
«Новости космонавтики» — ежемесячный научно-популярный и информационно-аналитический журнал. Издавался в Москве и Королёве с 1991 по 2018 год.
С мая 2017 года журнал стал официальным изданием госкорпорации «Роскосмос». В конце 2018 года закрыт одновременно с журналом «Российский космос». По утверждению «Роскосмоса», правопреемником закрытых журналов стало новое официальное издание госкорпорации — журнал «Русский космос».
В мае 2008 года американский историк космонавтики Дуэйн А. Дэй в обзоре бумажных журналов космической тематики для сайта The Space Review назвал «Новости космонавтики» «лучшим космическим журналом в мире». 

## Описание
Журнал освещал широкий круг вопросов освоения космического пространства в гражданских и военных целях, уделяя внимание как космическим программам различных государств, так и коммерческим космическим проектам.
По мнению историка космонавтики Асифа Сиддики, в 1996 году Игорь Маринин на страницах журнала дал наиболее полное описание обстоятельств гибели советских космонавтов в миссии Союз-11.
В 2008 году историк космонавтики Дуэйн А. Дэй отметил, что корреспонденты журнала не только собирают информацию из различных открытых источников, но и подвергают её тщательному анализу. Также он обратил внимание на высокое качество полиграфии и на эксклюзивные публикации, подробно освещающие такие вопросы российской и иностранной космонавтики, о которых не было публикации в других журналах космической тематики. Дэй также отметил, что финансирование издания «Роскосмосом» и российскими Космическими войсками даёт редакции возможность напрямую представлять в публикациях мнения и комментарии высокопоставленных должностных лиц, и при этом редакция не избегает публиковать критические мнения сторонних авторов в адрес российской космической программы.
К недостаткам издания Дэй отнёс снижение интереса к материалам о современных российских военно-космических программах с середины 2000-х годов, хотя публикации исторического характера по данной теме продолжались (Дэй связал это с общим ухудшением обстановки в российской журналистике). Он также выразил сожаление, что журнал выпускается только на русском языке.
По мнению руководителя пресс-службы «Роскосмоса» Владимира Устименко, высказанному в августе 2018 года в связи с предстоящим закрытием журнала, «Новости космонавтики» были нацелены на профессиональную аудиторию и недостаточно интересны для более широкого круга читателей.
Журнал издавался «ООО Информационно-издательский дом „Новости космонавтики“» (собственники неоднократно менялись), а с мая 2017 по декабрь 2018 — ЦНИИмашем по контракту с «Роскосмосом».
На 2-й странице обложки «Новостей космонавтики» его информационным партнёром назывался журнал «Космические исследования» (КНР)[когда?]

.
Свидетельство Роскомнадзора о регистрации печатного издания № ФС 77 — 71201.

## История
«Новости космонавтики» впервые вышли 12 августа 1991 в виде информационного бюллетеня телекомпании «Видеокосмос». Бюллетень стал выходить раз в две недели. Первый номер имел объём 6 страниц формата А4 и был отпечатан на чёрно-белом матричном принтере тиражом 10 экз. Он был подготовлен И. Марининым, С. Шамсутдиновым, О. Жданович. Несмотря на разразившийся Августовский путч, второй номер бюллетеня вышел по графику 26 августа 1991 года.
В 1992 году бюллетень начал печататься типографским способом. Важную роль в выживании журнала в 90-е годы сыграл Борис Ренский, возглавлявший компанию «R&K», которая в течение ряда лет была основным спонсором журнала. 10 февраля 1994 бюллетень «Новости космонавтики» получил официальный статус журнала. Начиная с № 6 за 1994 на обложке издания появилось слово «журнал».
С 1997 года журнал сотрудничал с «Роскосмосом» и Военно-космическими силами России. Их представители вошли в состав редакционного совета журнала. До конца этого года журнал печатался в формате A5 и чёрно-белом исполнении. С февраля 1998 года журнал стал полноцветным ежемесячником формата А4.
- В июле 1998 редакция журнала получила юридическую самостоятельность. Учредителем журнала стал коллектив редакции в лице ООО Информационно-издательский дом «Новости космонавтики»[1].
- В июле 2000[нет в источнике] начал функционировать веб-сайт журнала novosti-kosmonavtiki.ru[10].
- С февраля 2006 журнал начал выходить под эгидой Федерального космического агентства и Космических войск России[11].
- В 2011 году журнал стал спонсором конкурса астрокосмических сайтов «Звезды АстроРунета и Я — 2011» («Заря-2011»)[12].
- В марте 2012 начата продажа онлайн-версии журнала.[источник не указан 1336 дней]
- С конца 2014 года начата продажа электронной версии журнала (в виде файла формата pdf).[источник не указан 1336 дней]
- В июне 2015 начата продажа электронной версии журнала через приложения PlayMarket и AppStore.[источник не указан 1336 дней]
- С января 2016 года из-за нарастающих финансовых затруднений журнал уменьшил объём на 16 полос[13].
- Начиная с майского номера 2017 журнал выходил в качестве официального издания госкорпорации «Роскосмос»[1].
- В 2018 году Госкорпорация «Роскосмос» приняла решение о прекращении издания журнала после выхода в свет последнего номера за 2018 год. В качестве замены «Новостей космонавтики» и закрытого одновременно с ним журнала «Российский космос» с января 2019 года началось регулярное издание нового официального журнала «Роскосмоса» под названием «Русский космос», выпуск номеров которого продолжался до декабря 2022 года[1].
- В 2022 году Госкорпорации «Роскосмос» выложила в открытый доступ полный архив журнала[14].
- С 2023 года выпуск журнала «Русский космос» в печатном виде был прекращён. Предполагалось, что журнал будет выходить в цифровом формате, а бумажные версии будут выпускаться только в специальных выпусках[15].

### Редакторы
Главные
- Василий Бич (декабрь 1991 — ноябрь 1992)[16];
- Игорь Адольфович Маринин (декабрь 1992 — декабрь 2018)[1][17].

Другие
- Игорь Борисович Афанасьев — редактор;
- Александр Борисович Железняков — редактор ленты новостей;

Редакционный совет (по состоянию на декабрь 2018)
- Н. Н. Севастьянов — и. о. генерального директора ФГУП ЦНИИмаш;
- А. В. Головко — заместитель Главнокомандующего ВКС — командующий Космическими войсками;
- В. А. Джанибеков — президент АМКОС, лётчик-космонавт СССР;
- Н. С. Кирдода — вице-президент АМКОС;
- В. В. Ковалёнок — президент ФКР, лётчик-космонавт СССР;
- И. А. Маринин — главный редактор «Новостей космонавтики»;
- Р. Пишель — глава представительства ЕКА в России;
- Б. Б. Ренский — директор «R&K»;
- В. А. Шабалин — генеральный директор ООО «СИНТЕЗ».

## Награды журнала
- 14 мая 2013 года коллектив «Новостей космонавтики» удостоен Международной премии имени академика В. П. Глушко «За пропаганду науки в литературе» за 2006 год. Журнал получил памятную медаль премии № 3 и право разместить её изображение на титульном листе «за 15 лет пропаганды достижений мировой космонавтики»[18].
- 6 октября 2018 года журнал получил Беляевскую премию «за плодотворную работу в 2017 году и многолетнюю просветительскую деятельность»[19].